# Musée de l'architecture estonienne
Le musée de l'architecture estonienne (estonien : Eesti Arhitektuurimuuseum) est un musée situé dans le quartier de Rotermann de Kesklinn à Tallinn en Estonie.

## Histoire
Le musée est fondé le 1er janvier 1991 pour documenter, préserver et informer les visiteurs sur l'histoire de l'Architecture de l'Estonie et ses développements contemporains.

Le musée commence à fonctionner dans un local temporaire au 7 rue Kooli dans le centre historique de Tallinn et les collections sont entreposées dans la tour Loewenschede.

En 1996, le musée s'installe dans l'ancien entrepôt de sel Rotermann (et).

Le bâtiment est ouvert au public le 7 juin 1996.